# Gangsta's Paradise
Gangsta's Paradise è il secondo album di Coolio, pubblicato nel 1995.

## Tracce
1. That's How It Is
2. Geto Highlites
3. Gangsta's Paradise
4. Too Hot
5. Exercise Yo Game
6. Sumpin' New
7. Smilin
8. Fucc Coolio
9. Kinda High Kinda Drunk
10. For My Sistas
11. Is This Me?
12. A Thing Goin' On
13. Bright as the Sun
14. Recoup This
15. The Revolution
16. Get Up Get Down